# Iridomyrmex florissantius
Iridomyrmex florissantius é uma espécie de formiga do gênero Iridomyrmex.